# Zserovjane
Zserovjane (macedónul: Жеровјане, albánul Zherovjani) település Észak-Macedóniában, a Pologi körzet Bogovinyei járásában.

## Népesség
| Lakosok száma | 338  | 398  | 523  | 658  | 862  | 16   | 861  | 914  | 891  |
|               | 1948 | 1953 | 1961 | 1971 | 1981 | 1991 | 1994 | 2002 | 2021 |

2002-ben 914 lakosa volt, akik közül 907 albán, 4 török és 3 macedón.